# المزيرعة (العراق)
المزيرعة هي قرية صغيرة في قضاء القرنة في محافظة البصرة جنوب العراق. تقع على الجانب الشرقي من نهر دجلة عند نقطة التقاء نهري دجلة والفرات، مقابل مدينة القرنة. مزيرعة مقاطعة رقمها 48 كانت تابعة لناحية السويب التابعة لقضاء القرنة حتى يوم 1 كانون الثاني سنة 1978م حين أُلحقت بمركز قضاء القرنة، عانت المنطقة خلال معركة القادسية الثانية بين العراق وإيران العديد من المشاكل، حيث كانت ساحة معركة رئيسية خلالها، وأيضًا خلال الانتفاضة الشعبانية عام 1991.